# Wójeczka
Wójeczka – wieś w Polsce położona w województwie świętokrzyskim, w powiecie buskim, w gminie Pacanów.
| SIMC    | Nazwa      | Rodzaj    |
| ------- | ---------- | --------- |
| 0259175 | Nowa Wieś  | część wsi |
| 0259181 | Stara Wieś | część wsi |

W latach 1975–1998 miejscowość położona była w województwie kieleckim.